# Glenwood (Alabama)
Glenwood és una població dels Estats Units a l'estat d'Alabama. Segons el cens del 2000 tenia 191 habitants.

## Demografia
Segons el cens del 2000, Glenwood tenia 191 habitants, 92 habitatges, i 58 famílies. La densitat de població era de 101 habitants/km².
Dels 92 habitatges en un 25% hi vivien nens de menys de 18 anys, en un 47,8% hi vivien parelles casades, en un 12% dones solteres, i en un 35,9% no eren unitats familiars. En el 32,6% dels habitatges hi vivien persones soles el 14,1% de les quals corresponia a persones de 65 anys o més que vivien soles. El nombre mitjà de persones vivint en cada habitatge era de 2,08 i el nombre mitjà de persones que vivien en cada família era de 2,59.
Per edats la població es repartia de la següent manera: un 18,3% tenia menys de 18 anys, un 5,2% entre 18 i 24, un 29,8% entre 25 i 44, un 27,7% de 45 a 60 i un 18,8% 65 anys o més.
L'edat mediana era de 44 anys. Per cada 100 dones hi havia 85,4 homes. Per cada 100 dones de 18 o més anys hi havia 75,3 homes.
La renda mediana per habitatge era de 28.750 $ i la renda mediana per família de 36.875 $. Els homes tenien una renda mediana de 31.250 $ mentre que les dones 21.250 $. La renda per capita de la població era de 19.074 $. Aproximadament el 7,4% de les famílies i el 13,4% de la població estaven per davall del llindar de pobresa.

## Poblacions més properes
El següent diagrama mostra les poblacions més properes.